# Đội tuyển bóng đá quốc gia Saint Lucia
Đội tuyển bóng đá quốc gia Saint Lucia là đội tuyển cấp quốc gia của Saint Lucia do Hiệp hội bóng đá Saint Lucia quản lý.

## Danh hiệu
- Vô địch Cúp Caribe: 0

Hạng ba: 1991

## Thành tích tại giải vô địch thế giới
- 1930 đến 1990 - Không tham dự
- 1994 đến 2018 - Không vượt qua vòng loại
- 2022 - Bỏ cuộc

## Cúp Vàng CONCACAF
- 1991 đến 2023 - Không vượt qua vòng loại

## Đội hình
Đây là đội hình sau khi hoàn thành CONCACAF Nations League.

| Số | VT | Cầu thủ                      | Ngày sinh (tuổi)  | Trận | Bàn | Câu lạc bộ                   |
| -- | -- | ---------------------------- | ----------------- | ---- | --- | ---------------------------- |
| 1  | TM | Vino Barclett                | 12 tháng 10, 1999 | 14   | 0   | Grenades                     |
| 16 | TM | Lamar Johnson                | 4 tháng 11, 1991  | 2    | 0   | Bowers & Pitsea              |
|    |    |                              |                   |      |     |                              |
| 2  | HV | Kurt Frederick               | 27 tháng 4, 1991  | 44   | 7   | W Connection                 |
| 12 | HV | Lester Joseph                | 23 tháng 2, 1993  | 23   | 1   | Old Road                     |
| 14 | HV | Eden Charles                 | 29 tháng 10, 1993 | 21   | 4   | Morvant Caledonia United     |
| 3  | HV | Melvin Doxilly               | 2 tháng 1, 1998   | 18   | 0   | W Connection                 |
| 15 | HV | Otev Lawrence                | 21 tháng 12, 1996 | 16   | 0   | Morvant Caledonia United     |
| 19 | HV | Alvinus Myers                | 3 tháng 6, 1996   | 16   | 0   | W Connection                 |
| 20 | HV | Keeroy Lionel                | 26 tháng 8, 1999  | 9    | 0   | Canaries                     |
| 5  | HV | Sherwin Emmanuel             | 11 tháng 9, 1986  | 1    | 0   | Adelaide Cobras              |
|    |    |                              |                   |      |     |                              |
| 4  | TV | Pernal Williams (đội trưởng) | 15 tháng 8, 1991  | 38   | 4   | Golden Lion                  |
| 11 | TV | Malik St. Prix               | 17 tháng 7, 1995  | 22   | 2   | Northern United              |
| 8  | TV | Zaine Pierre                 | 21 tháng 9, 1993  | 13   | 1   | Novigrad                     |
| 6  | TV | Gregson President            | 30 tháng 1, 1996  | 7    | 0   | Platinum                     |
| 10 | TV | Bradley Nestor               | 20 tháng 9, 1995  | 5    | 0   | New York Pancyprian-Freedoms |
| 13 | TV | Kieran Monlouis              | 15 tháng 4, 1996  | 2    | 0   | Horsham                      |
| 18 | TV | Raphael Joseph               | 8 tháng 3, 2000   | 0    | 0   | Morvant Caledonia United     |
|    |    |                              |                   |      |     |                              |
| 21 | TĐ | Aaron Richard                | 10 tháng 2, 1999  | 9    | 1   | Morvant Caledonia United     |
| 9  | TĐ | Antonio Joseph               | 8 tháng 9, 1996   | 8    | 1   | Grenades                     |
| 7  | TĐ | Jevick MacFarlane            | 7 tháng 8, 1996   | 6    | 3   | Morvant Caledonia United     |
| 17 | TĐ | Chaim Roserie                | 9 tháng 9, 1998   | 6    | 0   | Cầu thủ tự do                |
| 22 | TĐ | Andrus Remy                  | 1 tháng 9, 1993   | 5    | 1   | Grenades                     |